# Herrnstraße 45 (Mainbernheim)

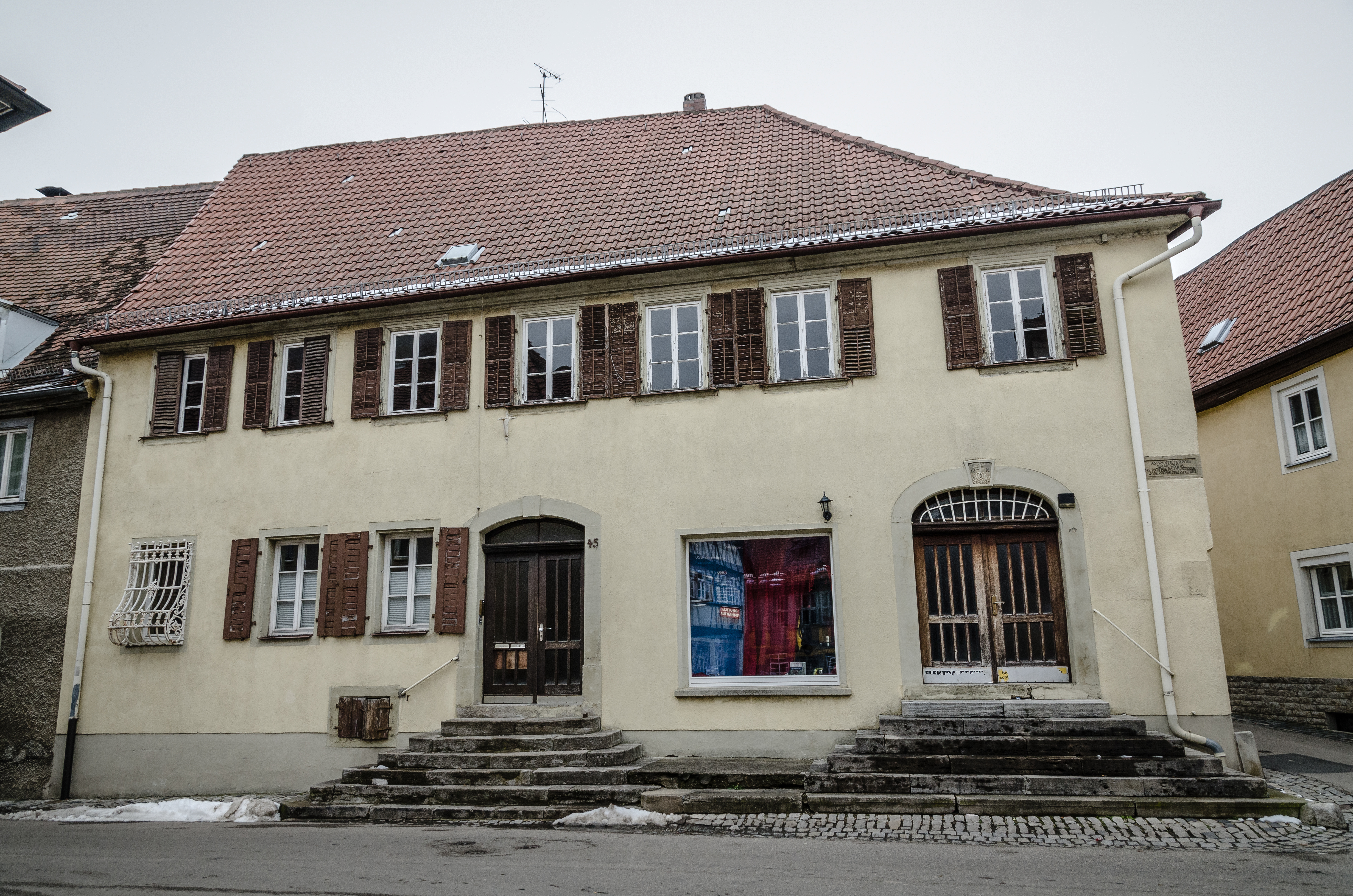
Das Haus Herrnstraße 45 im Jahr 2014 vor der Renovierung

Das Haus Herrnstraße 45 (auch Ehemalige Stadtapotheke, früher Hausnummern 89 und 104) ist ein denkmalgeschütztes Bauwerk in der Altstadt der unterfränkischen Stadt Mainbernheim. In den Räumlichkeiten war 1683 bis 1870 die Stadtapotheke untergebracht.

## Geschichte
Die Geschichte des Hauses hängt eng mit der Etablierung einer städtischen Apotheke in Mainbernheim zusammen. Durch ein Realrecht der Grafen von Henneberg entstand im Jahr 1683 eine eigene Apotheke in Mainbernheim, die damit zu den ältesten Apotheken im heutigen Unterfranken zählt. Das Haus, in dem die Arzneimittel für die Bevölkerung hergestellt wurden, entstand allerdings erst 1710. Damals ließ der Apotheker Tobias Hempel das Haus erbauen und brachte eine Inschrift an der Ecke Herrnstraße/Judengasse an.
Die Familie Hempel war eine angesehene Apothekersfamilie. So heiratete die Tochter des Tobias Hempel 1703 den Apotheker Balthasar Dietz, der in Kirchberg an der Jagst ebenfalls eine Apotheke eröffnete. Der Sohn des Tobias Hempel, Johannes Andreas Hempel, war als Arzt in Marktbreit tätig. Im Jahr 1762 wurde ein größerer Umbau am Gebäude vorgenommen. Zu diesem Zeitpunkt entstand auch die Tordurchfahrt auf der rechten Seite des Hauses. Die Initialen „H–B–N“ verweisen darauf, dass zu diesem Zeitpunkt bereits eine andere Apotheker-Familie im Besitz des Anwesens war.
Die Stadtapotheke von Mainbernheim besteht seit dem 17. Jahrhundert. Allerdings verlegte man sie im Jahr 1870 in das Haus auf der gegenüberliegenden Straßenseite (Herrnstraße 44). Hier hat sich auch eine Inschrift des 19. Jahrhunderts erhalten, die auf die lange Apothekentradition in der Stadt hinweist. Das Haus Herrnstraße 45 wurde zu einem Wohnhaus umgewandelt.

## Beschreibung
Das Haus Herrnstraße 45 präsentiert sich als zweigeschossiger Walmdachbau. Er steht traufseitig zur Herrnstraße. Das Fachwerkobergeschoss ist heute verputzt. Das Haus ist Teil des Ensembles Altstadt Mainbernheim, untertägige Überreste von Vorgängerbauten werden als Bodendenkmal eingeordnet. Das Haus kann über zwei sogenannte Vorlegen zur Herrnstraße hin betreten werden. Diese Aufteilung war nötig, weil das Haus im 19. Jahrhundert unter zwei Besitzern aufgeteilt war.
Aus der Errichtungszeit des beginnenden 18. Jahrhunderts haben sich zwei Inschriftentafeln erhalten. Sie lauten: „SUB PATERNO EGREGIAE PROSPEB(R)ITATIS VOTO/ HAS AEDES OPEROSE EXSTRUEBAT/ TOBIAS HEMPELIUS/ MDCCX“ und „ASPIRANTE TER BONI IEHOVAE GRATIA/ SPE PACIS PIAE IUSTAE/ SUAE PROBAE PROGENIEI“ (lat. zusammen Unter dem väterlichen Wunsch nach einem ehrenvollen Gedeihen errichtete Tobias Hempelius 1710 kunstvoll dieses Haus durch die begünstigende Gnade des dreimal guten Gottes mit der Hoffnung auf einen gnädigen und gerechten Frieden für seine rechtschaffene Nachkommenschaft).